# Giovanni Gherardo de Rossi

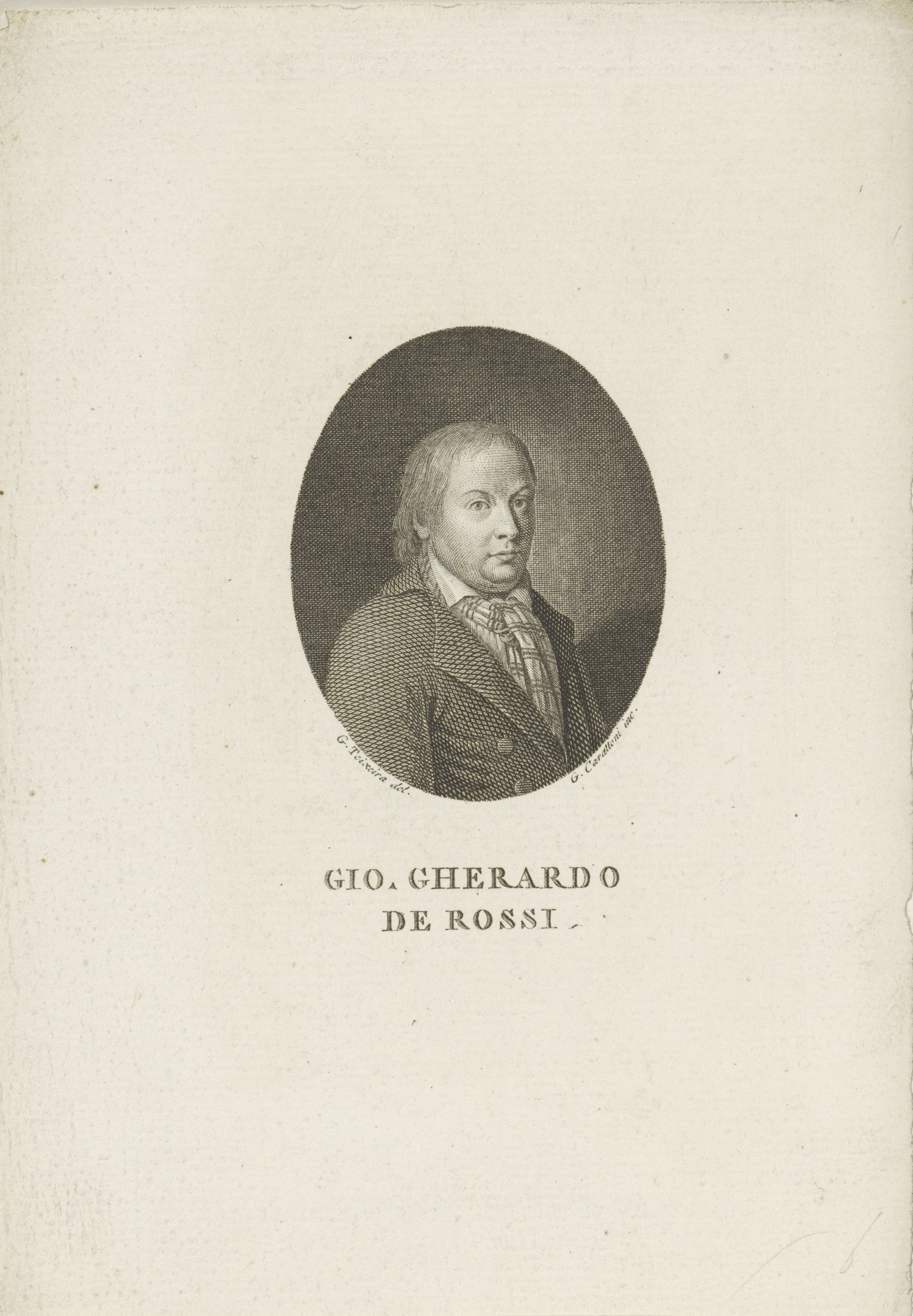
Giovanni Gherardo de Rossi

Giovanni Gherardo de Rossi (* 12. März 1754 in Rom; † 27. März 1827 in Rom) war ein italienischer Dichter und Gelehrter, der besonders für seine Komödien bekannt war.

## Leben
Nach seiner Schulzeit in Rom nahm de Rossi auf Wunsch seines Vaters ein Jurastudium auf. Parallel dazu fand er Gelegenheit, sich seinen humanistischen Interessen zu widmen und unter anderem Griechisch zu lernen. Nach seinem Abschluss begann er als Jurist zu arbeiten, übernahm aber schon 1774 die Verwaltung der Familiengüter der de Rossi. Es gelang ihm, die angeschlagenen Familienfinanzen vor dem Zusammenbruch zu bewahren und das Vermögen zu konsolidieren. Nebenbei blieb ihm Zeit, sich mit den schönen Künsten, vor allem mit Literatur zu beschäftigen. Ab 1776 unternahm er erste Versuche, sich unter dem Namen Perinto Sceo als Dichter zu etablieren, zunächst aber mit nur mäßigem Erfolg.
1778 heiratete er Clementina Ingami, mit der er zwei Kinder bekam: Teresa, die später Enrico Caetani, den Herzog von Sermoneta, heiratete, und Giovan Francesco, der in das Haus Bourbon einheiratete.
1781 verließ er aufgrund von Streitigkeiten das Familienunternehmen und wandte sich dem Bankengeschäft zu. Ab 1784 wurde de Rossi auch journalistisch tätig; er beteiligte sich – anonym – an der Herausgabe des Giornale delle belle arti e dell'incisione antiquaria, musica e poesia und begründete gemeinsam mit O. Boni die monatlich herausgegebenen Le Memorie per le belle arti, die bis 1788 erschienen und in denen de Rossi für die Bereiche Bildhauerei und Malerei verantwortlich war. 1788 erschien in Rom die erste Ausgabe seiner Favole, sechzig Verskompositionen in Dialogform nach dem Vorbild La Fontaines. Fast zeitgleich wurden auch seine Commedie gedruckt – der erste Band 1790 in Venedig, zwischen 1790 und 1798 erschienen insgesamt vier Bände mit sechzehn Komödien. Vermutlich schrieb de Rossi wesentlich mehr Werke, die aber unpubliziert blieben.
Nach der Lektüre von Molière und Carlo Goldoni befasste er sich zudem mit der Komödientheorie und entwickelte hierzu einige Elemente, die der Mode seiner Zeit durchaus widersprachen. 1790 wurde de Rossi zum Direktor der neugegründeten Accademia di Portogallo per le belle arti in Rom ernannt. In dieser Funktion widmete er sich besonders der Förderung junger Künstler.
Von 1798 bis 1800 war er Finanzminister der kurzlebigen Römischen Republik. Nach diesem kurzen Ausflug in die Politik wandte de Rossi sich wieder seinen Forschungen insbesondere im Bereich der Antike zu, die ihn bis zum Ende seines Lebens beschäftigen sollten. Er war Mitglied in mehreren wissenschaftlichen Gesellschaften, so auch korrespondierendes Mitglied des Institut de France, und wurde 1816 zum Direktor der Accademia reale napoletana in Rom ernannt.
De Rossi starb am 27. März 1827 in Rom an einer plötzlich aufgetretenen Krankheit und wurde in der Kirche San Carlo ai Catinari beigesetzt.